# Classe Helgoland
La classe Helgoland fut une classe de quatre cuirassés de type dreadnought construite entre 1908 et 1912 pour la Kaiserliche Marine. 
Les navires de cette classe ont servi pendant la Première Guerre mondiale.

## Conception
C'est une amélioration significative de la précédente classe Nassau avec un calibre plus important de la batterie principale, passant de 280 mm à 305 mm comme les premiers cuirassés américains. Le blindage plus important augmente la charge de près de 4 000 tonnes et demande une augmentation de la propulsion pour garder une vitesse similaire.

Les navires disposent aussi de 17 compartiments étanches et d'un double fond sur la quasi-totalité de la longueur de la coque.

## Les unités de la classe Helgoland
| Classe Helgoland                  | Classe Helgoland                | Classe Helgoland | Classe Helgoland  | Classe Helgoland  | Classe Helgoland                                                  | Classe Helgoland |
| Nom                               | Chantier naval                  | Mise en chantier | Lancement         | Mise en service   | Fin                                                               | Photo            |
| --------------------------------- | ------------------------------- | ---------------- | ----------------- | ----------------- | ----------------------------------------------------------------- | ---------------- |
| SMS Helgoland                     | Howaldtswerke Kiel              | 11 novembre 1908 | 25 septembre 1909 | 23 août 1911      | détruit en 1921                                                   |                  |
| SMS Oldenburg                     | Arsenal Schichau Dantzig        | 1er mars 1909    | 30 juin 1910      | 1er mai 1912      | détruit en 1921                                                   |                  |
| SMS Ostfriesland USS Ostfriesland | Kaiserliche Werft Wilhelmshaven | 19 octobre 1908  | 30 septembre 1909 | 1er août 1911     | transféré aux États-Unis en 1920 coulé comme navire cible en 1921 |                  |
| SMS Thüringen                     | AG Weser Brême                  | 2 novembre 1908  | 1er juillet 1911  | 10 septembre 1911 | Transféré en France en 1920 détruit en 1923                       |                  |

### Sources
- (en) Cet article est partiellement ou en totalité issu de l’article de Wikipédia en anglais intitulé « Helgoland-class battleship » (voir la liste des auteurs).